# Лінда Гант
Лідія Сюзанна Гант, знана як Лінда Гант (англ. Linda Hunt; нар. 2 квітня 1945) — американська акторка.

## Життєпис
Лідія Гант народилася 2 квітня 1945 року в місті Моррістаун (штат Нью-Джерсі) в сім'ї вчительки гри на фортепіано Елзі Дойінг Гант і віцепрезидента нафтової компанії Реймонда Деві Ганта. Крім неї, в родині була старша сестра Марша.
У школі у Лідії був діагностований гіпофізарний інфантилізм (брак гормону росту). Її зріст становить 145 сантиметрів, що істотно позначається на її репертуарі.
Лінда Гант дебютувала в кіно в 1980 році в у фільмі Роберта Альтмана «Попай». Через рік знялася у фільмі «Рік небезпечного життя», екранізації роману Пітера Віра. Лінда виконала роль фотографа Біллі Квана, отримавши за цю роль премію «Оскар» і ставши першою актрисою, відзначеною цією премією за виконання чоловічої ролі.
Гант також знана як театральна акторка. Вона вигравала двічі премію «Обі» і один раз номінувалася на «Тоні». Її знаменитими театральними ролями є тітка Ден в постановці «Тітка Ден і Лемон» і сестра Елоїза в «Сумніві» Джона Патріка Шенлі. На телебаченні знана у ролі судді Зої Гіллер в серіалі «Практика».
З 2009 року виконує роль Генрієтти «Гетті» Ландж в серіалі «Морська поліція: Лос-Анджелес». У 2011 році роль принесла їй номінацію на премію «Teen Choice Award».
Лінда Гант — відкрита лесбійка, її партнерка — психотерапевтка Карен Клейн від 1978 року, вони офіційно одружені від 2008 року.

## Вибрана фільмографія
- Скорпіон (телесеріал) (2014) — Генрієтта «Гетті» Ленг
- NCIS: Los Angeles (2009) — Генрієтта «Гетті» Ленг
- Персонаж (2006) — Доктор Міттаг-Леффлер
- Бабка (2002) — Сестра Маделін
- Покахонтас 2: Подорож в новий світ (1998) — Бабуся Іва
- Релікт (1996) — Директор музею
- Покахонтас (1995) — Бабуся Іва
- Висока мода (1994) — Режіна Крумм
- Меверік (1994) — Чарівниця
- Двадцять доларів (1993) — Анджеліна
- Дощ без грому (1992) — Директор
- Якби краса могла вбивати (1991) — Ilsa Grunt
- Дитсадковий поліцейський (1990) — Міс Шловскі
- Сільверадо (1985) — Стелла
- Дюна (1984) — Шедаут Мейпс
- Рік небезпечного життя (1982) — Біллі Кван
- Попай (1980) — Місіс Оксгірт